# Kapince
Kapince (deutsch Kapintz, ungarisch Káp) ist eine slowakische Gemeinde im Okres Nitra und im Nitriansky kraj mit 172 Einwohnern (Stand 31. Dezember 2024).

## Geographie
Die Gemeinde befindet sich im Westteil des Hügellands Nitrianska pahorkatina am Mittellauf der Radošinka kurz vor dem Zusammenfluss mit dem rechtsufrigen Trhovišťský potok im Einzugsgebiet der Nitra. Das Ortszentrum liegt auf einer Höhe von 155 m n.m. und ist 20 Kilometer von Nitra entfernt.
Nachbargemeinden sind Biskupová im Norden, Hruboňovo im Osten, Malé Zálužie im Süden, Dolné Trhovište im Südwesten und Merašice im Westen.

## Geschichte
Die heutige Gemeinde Kapince besteht aus zwei ehemaligen Orten, Dolné Kapince (deutsch Unterkapintz, ungarisch Alsókáp) und Horné Kapince (deutsch Oberkapintz, ungarisch Felsőkáp). Beide wurde zum ersten Mal 1269 als Wruuskap beziehungsweise Haloskap schriftlich erwähnt.
Dolné Kapince war ursprünglich ein Fischerort und Besitz im Herrschaftsgebiet der Neutraer Burg, später in der Herrschaft Topoľčany. 1601 wurde das Dorf von den türkischen Truppen angegriffen und in Brand gesetzt. 1715 gab es Weingärten, acht untertane und drei unfreie Haushalte, 1787 hatte die Ortschaft 27 Häuser und 171 Einwohner, 1828 zählte man 26 Häuser und 181 Einwohner, die als Landwirte beschäftigt waren.
Horné Kapince war Besitz der Gutsherren von Dolné Kapince. 1715 gab es vier untertane und fünf unfreie Haushalte, 1787 hatte die Ortschaft 12 Häuser und 80 Einwohner, 1828 zählte man acht Häuser und 55 Einwohner. 1789 hatte die Ortschaft 12 Häuser und 80 Einwohner, 1828 zählte man acht Häuser und 55 Einwohner.
1892 schlossen sich die beiden Orte zur Gemeinde Kapince (damals ungarisch Káp genannt) zusammen, die danach von 1905 bis 1965 als Siedlung zur Gemeinde Merašice gehörten.
Bis 1918 gehörte der im Komitat Neutra liegende Ort zum Königreich Ungarn und kam danach zur Tschechoslowakei beziehungsweise heute Slowakei.

## Einwohner
| Jahr                | 1994 | 2004 | 2014    | 2024    |
| ------------------- | ---- | ---- | ------- | ------- |
| Anzahl der Personen | 193  | 193  | 187     | 172     |
| Unterschied         |      | +0 % | −3,10 % | −8,02 % |

| Jahr                | 2023 | 2024    |
| ------------------- | ---- | ------- |
| Anzahl der Personen | 178  | 172     |
| Unterschied         |      | −3,37 % |

Gemäß der Volkszählung 2011 wohnten in Kapince 197 Einwohner, davon 190 Slowaken. Sieben Einwohner machten keine Angaben zur Ethnie.
170 Einwohner bekannten sich zur römisch-katholischen Kirche und ein Einwohner zur evangelischen Kirche A. B. 13 Einwohner waren konfessionslos und bei 13 Einwohnern wurde die Konfession nicht ermittelt.

## Bauwerke und Denkmäler
- Landsitz aus dem Jahr 1875